# Công ty Quái vật
Công ty Quái vật (tựa gốc tiếng Anh: Monsters, Inc. hay đầy đủ là Monsters, Incorporated) là một bộ phim hoạt hình hài hước Mỹ của đạo diễn Pete Docter năm 2001, với nhà sản xuất Pixar và nhà phát hành Walt Disney Pictures, ngoài ra còn có hai giám đốc sản xuất John Lasseter và Andrew Stanton. Bộ phim được thực hiện bởi đồng đạo diễn Lee Unkrich và David Silverman cùng với các diễn viên lồng tiếng John Goodman, Billy Crystal, Steve Buscemi, James Coburn, và Jennifer Tilly.
Bộ phim xoay quanh câu chuyện về hai con quái vật làm việc tại Công ty Quái vật, đó là Jame P."Sulley" Sulivan (John Goodman) và đối tác một mắt thân cận - người bạn thân thiết nhất Mike Wazowski (Bill Crystal). Nhiệm vụ của họ cũng như các quái vật khác là phải hù dọa trẻ em thật đáng sợ để có được năng lượng sử dụng trong thành phố, cả hai đều thực hiện việc đó rất xuất sắc khi lúc nào cũng trên đỉnh bảng xếp hạng. Tuy nhiên mối hiểm họa đã xuất hiện khi Mike và Sulley để xổng mất một đứa bé vào Monstropolis, gây ra hàng loạt rắc rối gián tiếp cho họ sau này.
Docter đã bắt đầu phát triển bộ phim vào năm 1996 và sáng tác câu chuyện cùng with Jill Culton, Jeff Pidgeon và Ralph Eggleston. Giám đốc của Pixar đã kết hợp viết kịch bản với Daniel Gerson. Các nhân vật đã thử rất nhiều hóa thân trong quá trình sản xuất kéo dài suốt 5 năm của bộ phim. Cuối cùng đội ngũ kỹ thuật và đồ họa đã tìm ra cách thức mới để làm lông và vải trở nên chân thực hơn trong phim. Randy Newman, người đã từng soạn nhạc cho ba bộ phim trước của Pixar tiếp tục bắt tay soạn nhạc cho bộ phim thứ tư của mình.
Công ty Quái vật đã nhận được nhiều lời khen ngợi từ giới phê bình và đạt được thành công lớn từ doanh thu phòng vé. Kể từ ngày công chiếu 2 tháng 11 năm 2001, bộ phim đã thu về hơn $562 triệu USD trên toàn cầu và được tái công chiếu tại các rạp dưới định dạng 3D vào 19 tháng 12 năm 2012. Bộ phim đã giành giải Oscar cho ca khúc gốc trong phim xuất sắc nhất cho "If I Did not Have You" và được đề cử cho Phim hoạt hình hay nhất đầu tiên, nhưng để thua Shrek của DreamWorks, đồng thời cũng được đề cử cho các hạng mục Nhạc phim xuất sắc nhất và Biên tập âm thanh xuất sắc nhất. Đại học Quái vật, phần tiền truyện của phim sẽ được công chiếu vào 21 tháng 6 năm 2013. Một loạt phim truyền hình có tựa đề Monsters at Work được công chiếu trên Disney+ vào ngày 7 tháng 7 năm 2021.

## Nội dung
Có một thành phố song song mang tên Monstropolis, nơi sinh sống của hàng vạn quái vật được cung cấp năng lượng nhờ những tiếng hét của trẻ em ở thế giới loài người. Tại Công ty Quái vật, các nhân viên quái vật được gọi là các "hù dọa viên" sẽ mạo hiểm tiến vào phòng ngủ của những đứa trẻ và tìm cách hù dọa nhằm thu thập năng lượng tiếng hét của chúng. Họ sẽ sử dụng các cánh cửa tủ quần áo như những cánh cổng. Đây là một nhiệm vụ đặc biệt nguy hiểm bởi loài quái vật tin rằng trẻ em rất độc hại, nếu ai chạm vào chúng có thể tử vong ngay lập tức. Tuy nhiên, việc sản xuất năng lượng tiếng hét đang ngày càng trở nên khó khăn hơn bởi lũ trẻ cũng bớt sợ bị dọa nạt hơn và chủ tịch công ty Henry J. Waternoose III buộc phải tìm cách giải quyết vấn đề này. Cặp hù dọa viên hàng đầu của công ty là James P. "Sulley" Sullivan cùng trợ lý - người bạn thân thiết Mike Wazowski luôn có một mối thù địch với đối thủ của họ, một con quái vật tắc kè hoa có tên Randall Boggs. Trong một ngày làm việc tưởng chừng như rất bình thường tại "tầng hù dọa", một hù dọa viên đã vô tình mang vớ của một đứa trẻ vào nhà máy, khiến các nhân viên Cơ quan Phát hiện Trẻ em (Child Detection Agent - CDA) phải đến đó và làm sạch nó. Mike luôn bị nhân viên tiếp tân Roz nhạo báng bởi sự chậm trễ của anh trong việc hoàn tất các giấy tờ làm việc.
Trong thời gian sau giờ làm việc tại nhà máy, Sulley phát hiện ra Randall đã để quên một cánh cửa tại tầng hù dọa và bước vào trong cánh cửa. Một bé gái nhỏ đã lẻn ra khỏi cánh cửa và bước vào nhà máy khiến Sulley sợ chết khiếp và tìm cách lẩn tránh nó. Sau một vài lần đưa cô bé trở lại bất thành, anh bèn giấu cô bé vào trong một túi xách khi Randall đến để trả cánh cửa về kho lưu trữ. Trong khi đó Mike đang ăn tối cùng với người bạn gái Ceila, Sulley đến đó nhờ giúp đỡ. Nhưng Sulley và Mike đã vô tình để cô bé trong túi xổng ra ngoài gây nào loạn ở nhà hàng và khắp thành phố. Các nhân viên CDA đã được lệnh đến phong tỏa thành phố và tìm kiếm cô bé. Mike và Sulley may mắn thoát khỏi sự truy lùng của CDA, và sau một loạt những tình huống dở khóc dở cười, họ mới nhận ra cô bé hoàn toàn không hề độc hại như mọi quái vật khác nghĩ. Sulley nhanh chóng chiếm được cảm tình của đứa bé gái và đặt tên cho nó là "Boo". Ngày hôm sau, hai quái vật mang cô bé đến công ty dưới một lớp cải trang, và Mike cố gắng tìm cánh cửa để đưa đứa bé trở về. Nhưng Randall đã vô tình phát hiện ra cô bé ở trong nhà máy sau khi nhìn thấy nó ở trên một tờ báo với Mike. Hắn ta tìm cách bắt cóc Boo, thế nhưng cuối cùng lại bắt nhầm Mike.
Tại tầng hầm bí mật, Randall tiết lộ với Mike rằng hắn đang chế tạo một loại máy tra tấn mang tên Sceam Extractor. Nó sẽ vẫn thu được tiếng hét mà không cần tới các hù dọa viên làm việc nữa. Sau đó Randall trói chặt Mike vào ghế để thử nghiệm, nhưng Sulley đã nhanh trí tháo phích cắm và giải thoái kịp thời cho Mike, rồi báo cáo hết âm mưu của Randall cho Waternoose. Tuy nhiên Mike và Sulley sau đó phát hiện ra Randall và Waternoose đã hợp tác với nhau từ lâu và bị mắc mưu đày ải đến Himalaya. Hai quái vật tìm đến chỗ ở của Yeti và được anh gợi ý về việc quay trở lại nhà máy thông qua một ngôi làng dưới chân núi. Sulley định thực hiện ý định đó cùng Mike thì bị anh từ chối bởi sự thất vọng và mâu thuẫn giữa hai người trước đó. Sulley một mình quay trở lại nhà máy và giải cứu Boo thành công khỏi chiếc máy Scream Extractor. Trong lúc bỏ chạy khỏi sự truy đuổi của Randall thì Sulley gặp lại Mike. Mike luôn tìm cách xin lỗi về hành vi không đúng của mình trước đây nhưng anh lại vô tình giúp Sulley đánh bại Randall trong một cuộc chiến hết sức giằng co.
Randall tiếp tục truy đuổi Mike và Sulley khi hai người chạy khắp nhà máy và cuối cùng nhảy lên các cánh cửa trốn vào kho lưu trữ. Tới đây tất cả mới phát hiện ra một đường dây lưu trữ khổng lồ với hàng triệu cửa tủ quần áo cất giữ tại đây. Tiếng cười của Boo kích hoạt các cánh cửa hoạt động và tạo nên một cuộc truy đuổi hấp dẫn và kịch tính của các quái vật qua những cánh cửa. Trong cuộc chiến sống còn với Randall, Sulley trở nên thất thế nhưng bé Boo đã vượt qua được nỗi sợ của mình và đánh bại hắn trước khi Mike và Sulley trừng trị hắn thích đáng. Kết cục của Randall là bị ném vào một cánh cửa trong một ngôi nhà di động và liên tiếp bị mẹ con trong nhà đó dùng xẻng đánh tơi bời.
Dù cuối cùng đã tiếp cận cánh cửa của Boo, thế nhưng Waternoose và CDA lại gửi trả nó trở lại Tầng hù dọa. Trong khi Mike đánh lạc hướng CDA, thì Sulley và Boo trốn thoát cùng cánh cửa trước sự truy đuổi của Waternoose ở phía sau. Trong lúc tranh cãi với Sulley, Waternoose vô tình tiết lộ kế hoạch của mình và Randall là bắt cóc trẻ em và sử dụng máy Scream Extractor để khôi phục lại kinh doanh cho công ty và đặt dấu chấm hết cho cuộc khủng hoảng năng lượng. CDA đã xuất hiện và bắt giữ Waternoose sau khi nghe lời thú nhận của hắn. Lúc đó lãnh đạo của CDA mới lộ diện là Roz, người đã hoạt động ngầm suốt hai năm rưỡi để vạch trần âm mưu của Waternoose và cảm ơn hai quái vật vì sự giúp đỡ. Sulley và Mike buộc phải nói lời chia tay với Boo và trở về nhà sau khi chiếc cửa của Boo bị nghiền nát. Sau này Sulley trở thành giám đốc mới của Công ty Quái vật, và nhờ vào kinh nghiệm của mình trước đây với Boo, anh đã vạch ra kế hoạch mới và chấm dứt thành công cuộc khủng hoảng năng lượng.
Nhiều tháng sau, tân giám đốc Sulley đã thay đổi toàn bộ cách vận hành của Công ty. Giờ đây các quái vật phải vào phòng ngủ của trẻ em để làm cho chúng cười bởi năng lượng của nụ cười còn gấp 10 lần tiếng hét (từ sau vụ Boo cười sau khi Mike bị ngã vào trong cái sọt rác). Mike đã kéo Sulley sang một bên và hé lộ bất ngờ với anh rằng Mike đã sửa xong những mảnh ghép trong chiếc cửa của Boo, chỉ còn thiếu một miếng sót lại mà Sulley mang về làm vật kỉ niệm. Sulley bước vào trong cánh cửa và đoàn tụ với Boo.

## Diễn viên lồng tiếng
- John Goodman trong vai James P. "Sully" Sullivan, một con quái vật khổng lồ, có lông màu xanh lam giống như con gấu với sừng, đuôi và những đốm màu tím. Mặc dù rất giỏi trong việc hù dọa trẻ em, nhưng bản chất anh ta là một quái vật khổng lồ hiền lành. Vào đầu bộ phim, anh ấy đã là "Người hù dọa tốt nhất" tại Công ty Quái vật trong vài tháng hoạt động.
- Billy Crystal trong vai Michael "Mike" Wazowski, một con quái vật tròn, lùn với một nhãn cầu to và chân tay gầy guộc, là người điều hành và huấn luyện viên của nhà ga Sulley trên sàn đấu đáng sợ. Hai người là bạn thân và là bạn cùng phòng. Anh ấy quyến rũ và nhìn chung là người có tổ chức hơn trong số hai người, nhưng lại dễ mắc chứng thần kinh và cái tôi của anh ấy đôi khi khiến anh ấy lạc lối. Anh ấy đang hẹn hò với Celia Mae, người gọi anh ấy là "Googly-Bear".
- Mary Gibbs trong vai Boo, một cô bé loài người hai tuổi[2][3][4] không sợ bất kỳ con quái vật nào ngoại trừ Randall, kẻ đáng sợ được chỉ định ở cửa nhà cô. Cô tin rằng Sulley là một con mèo lớn và gọi anh ta là "Kitty". Trong phim, một trong những bức vẽ của Boo được bao phủ bởi cái tên "Mary". Cuốn sách dựa trên bộ phim mang tên "thật" của Boo là Mary Gibbs, tên của nữ diễn viên lồng tiếng của cô, cũng là con gái của một trong những nghệ sĩ viết truyện của bộ phim, Rob.
- Steve Buscemi trong vai Randall Boggs, một quái vật giống thằn lằn tám chân màu tím với khả năng thay đổi màu da giống như tắc kè hoa và tích hợp hoàn toàn với môi trường xung quanh. Hắn ta là một nhân vật ác ý và săn mồi, người tự biến mình trở thành đối thủ của Sulley và Mike trong bộ sưu tập tiếng hét.
- James Coburn trong vai Henry J. Waternoose III, một con quái vật giống nhện với năm mắt và phần dưới giống cua. Ông ta là Giám đốc điều hành của Công ty Quái vật, một công việc được gia đình ông truyền lại qua ba thế hệ. Anh ta đóng vai trò như một người cố vấn cho Sulley, giữ niềm tin lớn vào anh ta như một người đáng sợ. Cuối cùng ông ta được tiết lộ là liên minh với Randall.
- Jennifer Tilly trong vai Celia Mae, một con quái vật màu hồng với một mắt và đôi chân giống như xúc tu. Cô làm ở khu lễ tân của Công ty Quái vật và là bạn gái của Mike.
- Bob Peterson trong vai Roz, một con quái vật giống con ốc sên với giọng nói khàn khàn, người quản lý Tầng Hù dọa F, nơi Sulley, Mike và Randall cùng làm việc.
- John Ratzenberger trong vai Yeti[5] hay còn gọi là Người tuyết khả ái,[6] một con quái vật lông trắng muốt bị đày lên dãy Himalaya. Nhân vật lấy cảm hứng từ Người tuyết khả ái từ bộ phim hoạt hình đặc biệt Rankin / Bass năm 1964 Rudolph the Red-Nosed Reindeer.[7]
- Frank Oz trong vai Jeff Fungus, trợ lý ba mắt, da đỏ của Randall.
- Dan Gerson trong vai Needleman và Smitty, hai con quái vật ngốc nghếch với giọng nói khó nghe, làm công việc vệ sinh và vận hành Máy hủy cửa khi được yêu cầu.
- Steve Susskind trong vai Jerry Slugworth, một con quái vật bảy ngón màu đỏ, người quản lý Tầng Hù dọa F và là bạn tốt của Waternoose.
- Bonnie Hunt trong vai Ms. Flint, một nữ quái vật huấn luyện những con quái vật mới để hù dọa trẻ em.
- Jeff Pidgeon trong vai Thaddeus "Phlegm" Bile, một con quái vật giống khủng long , là một thực tập sinh đáng sợ cho Monsters, Inc.
- Samuel Lord Black as George Sanderson, một con quái vật mũm mĩm, bộ lông màu cam với một chiếc sừng duy nhất trên đầu. Trong một trò đùa xuyên suốt bộ phim, anh ta liên tục tiếp xúc với các vật thể từ thế giới con người, chẳng hạn như một chiếc tất dính vào bộ lông của anh ta thông qua bám tĩnh. Những sự cố này dẫn đến việc các đặc vụ CDA bắt giữ George, cạo trọc đầu và triệt sản anh ta. Anh ấy là bạn tốt của Pete "Claws" Ward.